# ولنیه
ولنیه (به اسلوونیایی: Velenje؛ به آلمانی: Wöllan) شهری در اسلوونی با جمعیت ۲۵٬۴۵۶ نفر است. وِلِنیِه ازنظر جمعیت، پنجمین شهر اسلوونی به‌شمار می‌رود.